# جوزيان بالاسكو
جوزيان بالاسكو (بالفرنسية: Josiane Balasko)‏ (باريس، 15 أفريل 1950) ممثلة ومخرجة فرنسية من أصل كرواتي.

## حياتها
اخذت دروس الرسم في مدرسة الفنون التصويرية بدأت حياتها الفنية في عام 1973 هي ابنة لأسرة من البوسنة، أبوها إيفان بالاسكوفيتش ولدت في باريس وكبرت في وسط اجتماعي متواضع، مات أبوها وهي في سن الرابعة عشر، فتولت تربيتها أمها وجدتها. تزوجت من المطرب فيليب بيري وانفصلت عنه في عام 1999 ثم عادت إلى زوجها الأول جورج أجويلار

## مشوارها الفني
اتجهت إلى التمثيل في سن مبكر، وكانت زميلة لكل من ميوميو، وكلوش، وتيري ليرميت، وقامت بأدوار مميزة، وعملت بالإخراج إلى جانب التمثيل ومن أشهر أفلامها ” عشب ملعون عام 1995. حيث حصلت على جائزة سيزار لأفضل سيناريو عام 1996، عام 2003 كان فيلمه الأول كممثلة هو فيلم الهجوم. ،ثم اضطلعت ببطولات عديدة في أفلام مثل “حقيبة العقد” وهو أول فيلم من إخراجها ولم تكف عن العمل في التمثيل في أفلام الآخرين، ولكنها أيضا لم تتوقف عن العمل في الإخراج والتأليف عديد من أفلام. وبالنظر إلى قائمة أنشطتها ستجدها غزيرة التواجد في المسرح والتلفزيون.

### روايات
في عام 2004 نشرت رويتها “زبونة “حول محظية متزوجة من عامل بناء وهو رجل يبيع جسده للنساء اللائي تجاوزن العقد السادس وكل هدفه مساعدة زوجته … أما رويتها الثانية فقد نشرتها عام 2006 باسم ” الجنون السريع” حو ل رجل يجد نفسه يدخل في دوائر عديدة من الكوارث بعد ان يتعرف على امرأة صماء …

## من أفلامها
- 1991، حياتي جحيم
- 2000، الممثلين
- 2001، جريمة في الجنة
- 2012، أمي

## روابط خارجية
- جوزيان بالاسكو على موقع IMDb (الإنجليزية)
- جوزيان بالاسكو على موقع ألو سيني (الفرنسية)
- جوزيان بالاسكو على موقع ميوزك برينز (الإنجليزية)
- جوزيان بالاسكو على موقع أول موفي (الإنجليزية)
- جوزيان بالاسكو على موقع قاعدة بيانات الأفلام السويدية (السويدية)
- جوزيان بالاسكو على موقع إن إن دي بي (الإنجليزية)
- جوزيان بالاسكو على موقع ديسكوغز (الإنجليزية)
- جوزيان بالاسكو على موقع قاعدة بيانات الفيلم (الإنجليزية)
- جوزيان بالاسكو على موقع ليتربوكسد (الإنجليزية)
- جوزيان بالاسكو على موقع كينوبويسك (الروسية)